# Асламазян, Ерануи Аршаковна

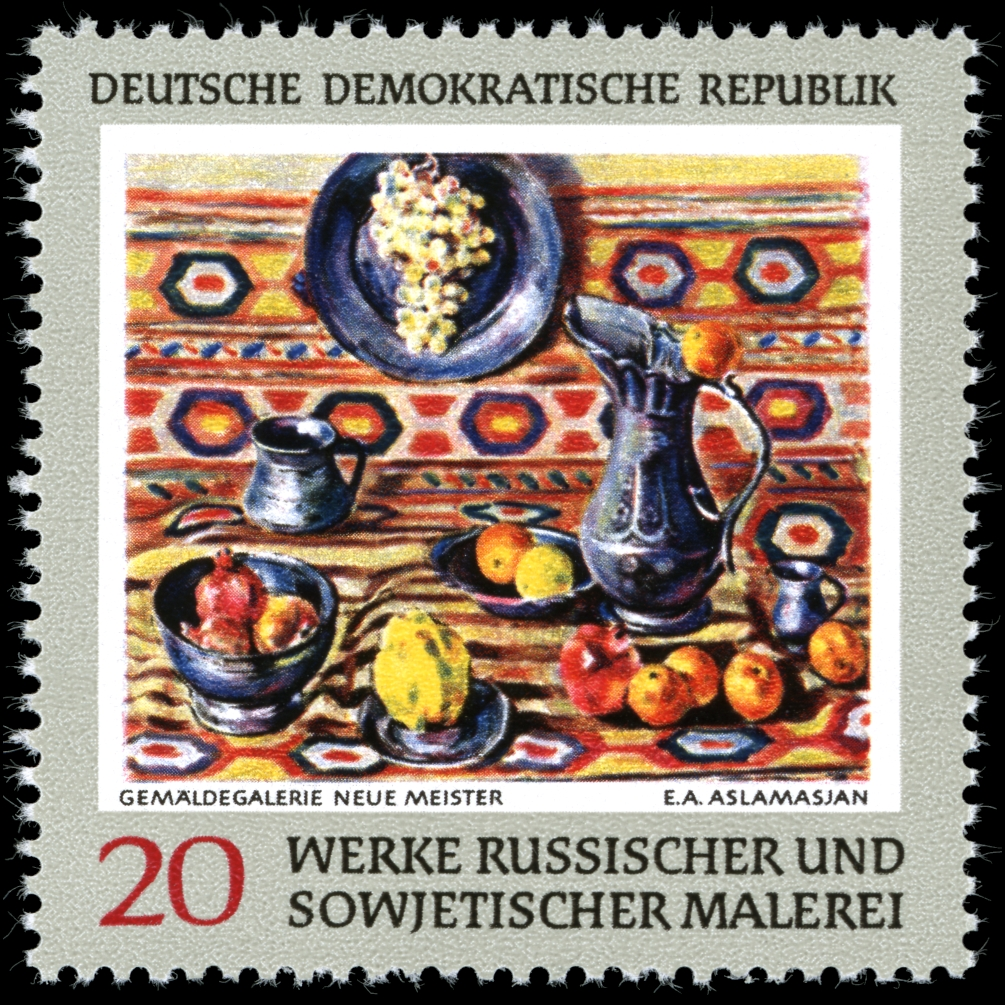
Картина Е. Асламазян на почтовой марке ГДР. 1969 года

Ерануи (Еран) Аршаковна Асламазян (15 [28] апреля 1909, Баш-Ширак, Кавказский край — 4 февраля 1998, Москва) — армянская и советская художница, график. Член Союза художников СССР. Заслуженный художник Армянской ССР (1965).

## Биография
Родилась в селе Баш-Ширак, в детстве с семьёй переехала в Гюмри.
В 1926—1929 годах обучалась в Ереванском художественном техникуме под руководством С. М. Агаджаняна, в 1931—1937 продолжила учёбу в Ленинградском Институте живописи, скульптуры и архитектуры им. И. Е. Репина у А. А. Осмёркина. Сформировалась как художница в России.
В годы Великой Отечественной войны художница мобилизовала все свои силы на создание произведений, откликающихся на запросы времени.
Позже работала учителем живописи и рисунка.
Автор ряда портретов, пейзажей, натюрмортов, жанровых полотен. Любила живопись, также пробовала себя в театральном оформлении, гравюре. Занималась керамикой.
Персональные выставки в Москве и Ленинграде (1958).
В своем искусстве является типично восточной художницей, принадлежавшей к советской художественной элите поначалу Ленинграда, а затем и Москвы.
Произведения находятся музеях Армении, России и за рубежом, в частности в Государственной Третьяковского галерее, научно-исследовательском музее при Российской академии художеств, Национальной галерее Армении, Дрезденской галерее.
Сестра — Мариам Асламазян (1907—2006), живописец. Народный художник СССР.
Умерла в 1998 году. Похоронена на Армянском кладбище.

## Избранные работы

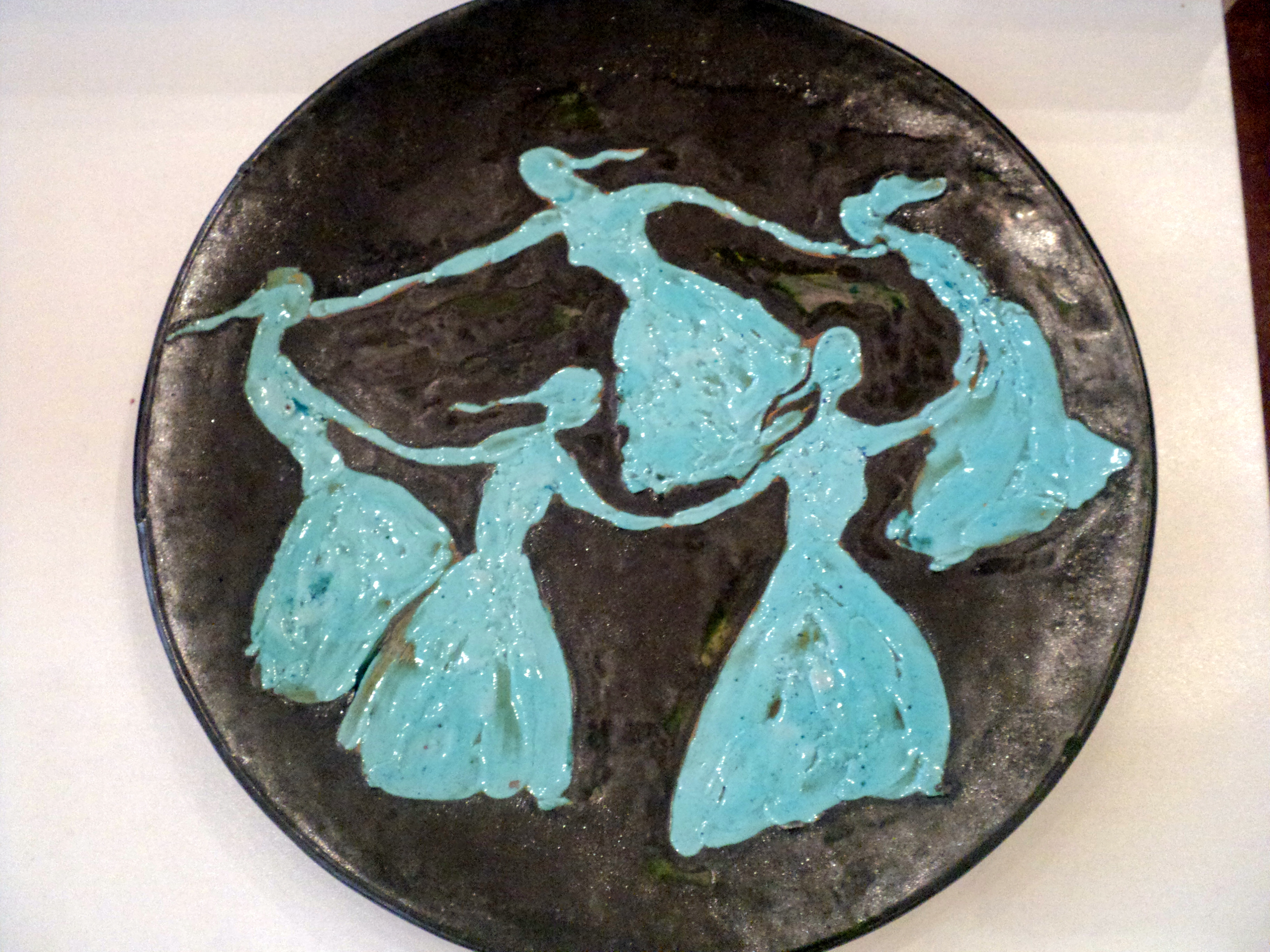
Керамическая работа Е. Асламазян из коллекции музея сестёр Асламазян (Гюмри)

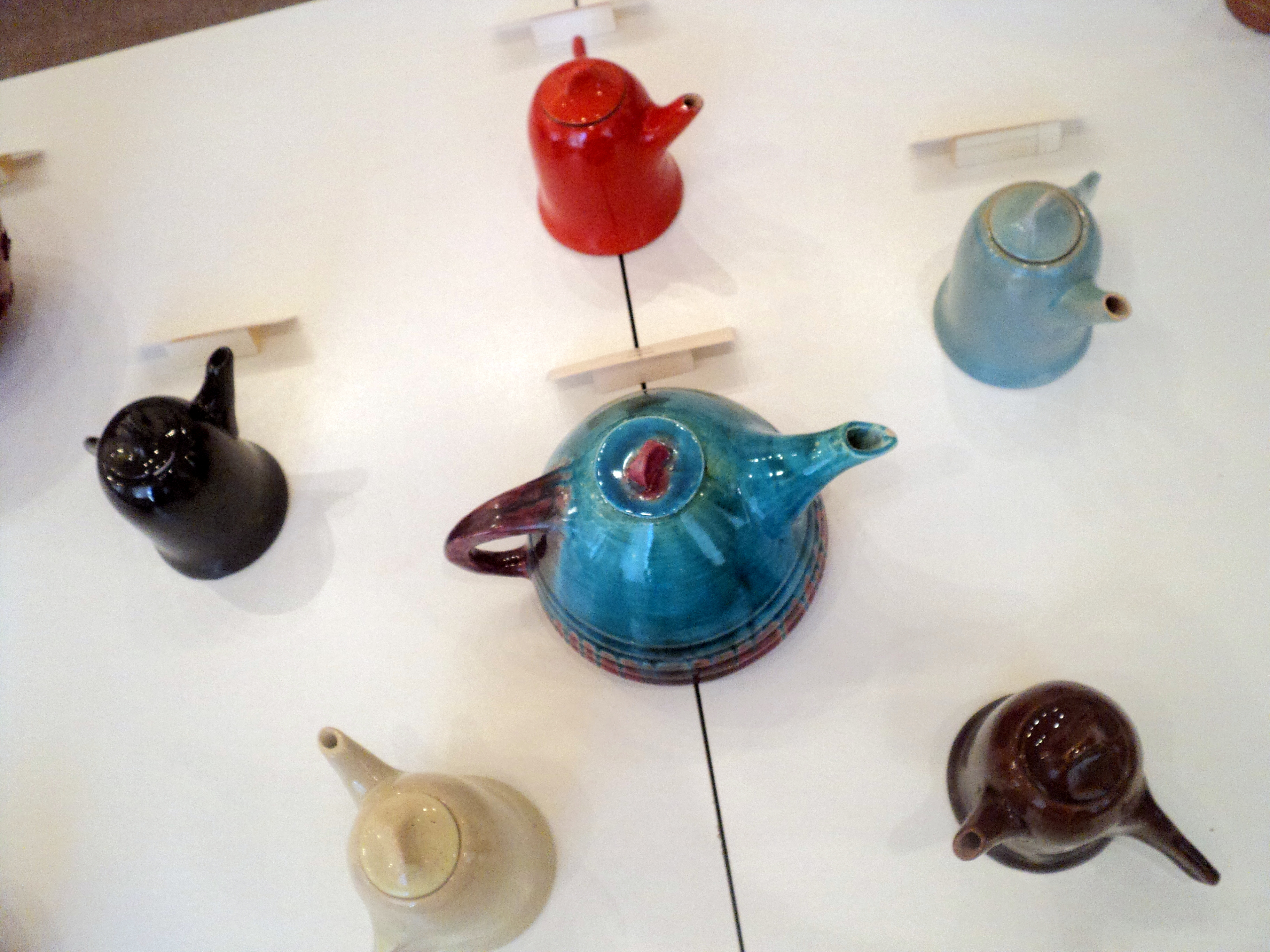
Керамические работы Е. Асламазян из коллекции музея сестёр Асламазян (Гюмри)

- Портрет трудового героя (1946, Третьяковская галерея, Москва)
- Араратская долина (1955, Третьяковская галерея, Москва)
- Портрет И. Орбели (1951, Национальная галерея Армении)
- Айриванк (1956, Национальная галерея Армении)
- Выпечка лаваша (1955, Дрезденская галерея)
- Восточная торговля (1967, Дрезденская галерея)
- Фрукты Армении (1985)

## Память
- В городе Гюмри расположен Дом-музей сестёр Асламазян.